# 10602 Masakazu
10602 Masakazu este un asteroid din centura principală de asteroizi.

## Descriere
10602 Masakazu este un asteroid din centura principală de asteroizi. A fost descoperit pe 16 octombrie 1996 la Kiyosato de Satoru Ōtomo. Asteroidul prezintă o orbită caracterizată de o semiaxă mare de 2,67 ua, o excentricitate de 0,20 și o înclinație de 13,3° în raport cu ecliptica.